# Valentín Silvestre

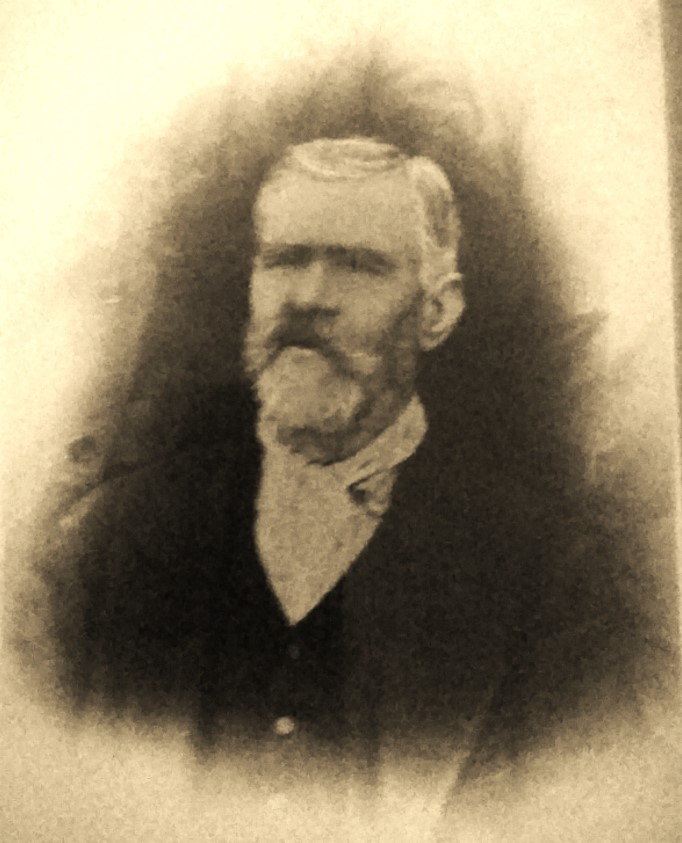
Valentín Silvestre

Valentín Silvestre (1831-1897) fue un inventor español del siglo XIX.

## Biografía
Valentín Silvestre Fombuena nació en Liria (Valencia) en el año 1831. De formación autodidacta, desde muy pronta edad entró a trabajar en el taller de su padre, que se dedicaba a la fabricación de carros. En su tiempo libre, se dedicaba a estudiar mecánica, y fruto de esos estudios es el legado inventivo que dejó para la posteridad. También residió en Illana (Guadalajara) y Madrid. Tuvo cuatro hijos llamados Enrique, Carmen, Josefa y Manuel, y falleció el 20 de septiembre de 1897. Es bisabuelo del arquitecto Fran Silvestre y del biólogo Jacinto Gamo, los economistas Blanca Gamo y Santiago Gamo, la abogada Ana María Gamo, y el informático Jose Luis Gamo Garcia.
Entre sus invenciones más relevantes se encuentran el locomóvil, el molino harinero, la máquina de liar cigarrillos, un reloj de torre, fusiles, escopetas, carabinas, piernas artificiales, sistemas de frenos para el ferrocarril, prensas, norias, o aparatos trituradores. Además, explotó y puso en práctica muchas de sus invenciones, como las relacionadas con los sistemas de freno del ferrocarril o con el pistón rotativo.

## Invenciones destacadas
La más característica de ellas fue el citado locomóvil, o, como su creador la llamó "locomotora para caminos ordinarios". En 1855 ya había realizado pruebas del invento en el Real Jardín Botánico de Madrid en presencia del ministro de Fomento y del Director de Obras Públicas de la época. El sistema motor era un cilindro rotatorio de vapor, patentado por él mismo en el año 1858. El vehículo tenía cuatro ruedas, con la tracción sobre el eje delantero, siendo el trasero el que equipaba el sistema de dirección. En muchas de sus patentes se ofrecen detalles sobre cómo construirlo, con el diseño de los sistemas de transmisión, la caldera y otras piezas.
Dentro de este mismo campo, pero buscando el desarrollo y la mejora de la locomotora, solicitó el 18 de enero de 1858 el Privilegio Real donde se especificaba el funcionamiento de las máquinas de vapor con pistón rotativo. Su propósito era el de mejorar dicho mecanismo y su propuesta, una vez elaborada, se situaba en la frontera del estado de la técnica del momento y tiene suficiente interés para ser incluida entre las invenciones incrementares principales que dan lugar a nuevas sendas tecnológicas, entendiéndose como un antecedente de las turbinas de vapor. Otro avance desarrollado fue el que patentó en octubre de 1861, consistente en un nuevo sistema de frenos para la locomotora que se pondría en práctica desde 1863 en el ferrocarril del mediterráneo.
También destacó en el campo de la elaboración de armas de fuego. En 1853 solicitó privilegio de invención por "una escopeta de un solo cañón que con el auxilio de otro pequeñito dispara hasta diez o doce cartuchos". Se trataba de un arma de repetición basada en el sistema de Lorenzoni que contaba con depósitos separados para la pólvora, proyectiles y fulminantes, que se cargaba de forma automática accionando el mando de giro de bloque de la recámara y se cebaba al montar el martillo percutor. En 1854 presentó una escopeta de similares características con respecto a la anterior que disparaba quince cartuchos en dos minutos, la cual sería expuesta en la Exposición Universal de París (1855). También en 1857 volvió a solicitar dos privilegios de invención por "un sistema de carabina de tiros múltiples" y por "un sistema de fusiles de tiros múltiples".
Es asimismo relevante la invención de la máquina de liar cigarrillos, diseñada con la intención de hacer cigarrillos cerrados en ambos extremos. El tabaco que se introducía era impulsado mediante una correa y un engranaje adecuado hacia la tolva, desde donde se deslizaba hasta una placa que se movía alternativamente y que lo conducía hasta una biela con un rodillo en el extremo. En la parte exterior de la biela se encontraba una palanca para hacer funcionar el rodillo. El extremo delantero de la máquina contaba con una ranura en forma de semicírculo, la cual contaba con la anchura suficiente para formar el cigarrillo de extremo a extremo.  Otra apertura recibía la carga suficiente de tabaco para cada cigarrillo y mediante un sistema de empuje, dicha carga se vertía sobre el papel.
En el campo de la ortopedia desarrolló una pierna ortopédica compuesta por dos hierros que se ceñían a la cadera mediante dos cinturones. Diseñó articulaciones a la altura de la rodilla que servían para permitir o impedir el movimiento. Cuando el peso del cuerpo cargaba sobre el aparato, éste se mantenía recto y firme. Cuando se iniciaba el paso, los resortes interiores acompañaban el movimiento como si se tratase de una extremidad real.
Con todo ello, si se atiende al número de patentes registradas de las que se tiene existencia en los expedientes de la OEPM, puede ser considerado el inventor más prolífico del periodo comprendido entre marzo de 1826 y julio de 1878, pues entre los años de 1853 y 1896 solicitó 20 patentes.